# Dwingeloo 1
Dwingeloo 1 is een balkspiraalstelsel en ligt 10 miljoen lichtjaren ver weg van de aarde, in het sterrenbeeld Cassiopeia en is in 1994 ontdekt. Het stelsel ligt in de zogenoemde Zone of avoidance (ZOA), een gebied waar verre objecten slecht zichtbaar zijn vanwege extinctie door absorptienevels in de Melkweg. De omvang en massa van Dwingeloo 1 zijn vergelijkbaar met die van de Driehoeknevel.
Het Dwingeloo 1-stelsel is ontdekt tijdens de Dwingeloo Obscured Galaxy Survey (DOGS), een project waarbij er gezocht werd naar neutrale waterstofatomen op golflengte van 21 cm in de Zone of Avoidance.
Dwingeloo 1 is vernoemd naar de radiotelescoop waarmee hij is gevonden, de Dwingeloo Radiotelescoop. Enkele weken na haar ontdekking kwamen astronomen werkzaam bij de Radiotelescoop Effelsberg in Effelsberg haar ook op het spoor.
Dwingeloo 1 heeft twee kleinere satellietsterrenstelsels: Dwingeloo 2 en MB 3 en is een lid van de IC 342/Maffei groep van sterrenstelsels.